# Синдром Мюнхгаузена
Синдро́м Мюнхга́узена — симулятивний розлад, за якого людина симулює, перебільшує на глобальному рівні або штучно спричинює в себе симптоми хвороби задля того, щоб їй робили медичне обстеження, лікування, госпіталізацію, хірургічне втручання та ін. Причини такої симулятивної поведінки повністю не вивчені. Загальноприйняте пояснення причин синдрому Мюнхгаузена стверджує, що симуляція хвороби дозволяє людям з цим синдромом отримувати увагу, піклування, симпатію та психологічну підтримку, яких їм не вистачає.

## Етимологія
Синдром названий на честь барона Мюнхгаузена — літературного персонажа, відомого своїми небилицями.

## Симптоми та ознаки
Особи з синдромом Мюнхгаузена навмисно спричинюють або перебільшують будь-які симптоми. Ще також можуть обманювати.

## Лікування
Первинна медична допомога людям з синдромом Мюнхгаузена спрямована на полегшення симптомів та/або лікування будь-яких травм, заподіяних людиною самою собі з метою проявити бажані симптоми. Лікування людей, які мають синдром Мюнхгаузена, утруднене, тому що вони часто не бажають визнати наявне у них захворювання.